# Liar (chanson)
Pour les articles homonymes, voir Liar.
Singles de Queen
Keep Yourself Alive
(1973) Seven Seas of Rhye
(1974)
Liar (français : Menteur) est le second single du groupe britannique Queen, sorti en 1973, seulement aux États-Unis et en Thaïlande. Chanson écrite par Freddie Mercury en 1970, Liar est le second extrait du premier album du groupe, après Keep Yourself Alive, morceau de hard rock écrit par Brian May, qui n'a pas connu un grand succès à sa sortie.
C’est dans cette chanson que l’on peut entendre un solo de basse joué par John Deacon.
Ils attendront Seven Seas of Rhye et Killer Queen, parus tous deux en 1974, pour que le succès commercial soit au rendez-vous pour sa sortie.

## Listes des titres
Single 7" (Royal Sound TKR 157)
1. Liar (single edit) (Freddie Mercury) – 3:03
2. Doing All Right (Brian May, Tim Staffell) – 4:09

Single 7" (Elektra E-45884)
1. Liar (Freddie Mercury)
2. Liar

## Crédits
- Freddie Mercury : chant principal, chœurs et orgue Hammond
- Brian May : guitare électrique et acoustique et chœurs
- Roger Taylor : batterie, sonnaille et chœurs
- John Deacon : basse